# 枝打ち
枝打ち（えだうち）は、樹木の枝を幹から切り落とす作業のこと。林業における保育作業の一つ。

## 概要
人工林では、植栽木が成長して樹冠がうっ閉するに従い、日当たりの悪い下枝は幹の成長に寄与しなくなる。このことから無節もしくは節の少ない木材生産など（後述）を目指して枝打ちが行われる。また、上下で太さの差が少ない完満な幹の材をつくるために、強度の高い枝打ちが行われることもある。日本では、1990年代以降に材価が低迷して良質材生産の採算が取り難くなったこと、節の存在も消費者から受け入れられるようになったことから必要性は低下しつつある。

## 商品価値を確保するための行為
樹木の枝の部分は、製材した際に節として現れるが、この節の部分が生じないよう、生じたとしても抜け落ち（抜け節）たりしないように、あらかじめ下層の枝を切り落とし、製材にした際の商品価値を高めるという人工林では重要視される作業である。生きている枝が節になってできる「生き節」は、無節より自然である、また木材が割れにくくなるとして評価されることもあるが、枯れた枝が巻き込まれてできる「死に節」は、見た目も悪く、強度も劣るため、避けられる。

## 社会的要請からの行為
1990年代以降は商品価値の観点ばかりではなく、スギやヒノキについては枝打ちが花粉症対策に効果があるものとして、補助制度の拡充が行われるなど、必要な森林整備の一つとして重要視されるようになった。また、間伐と同じく林床の下層植生の成育を通じて土壌流出の防止にも効果があることから、劣悪な状態の保安林などにおいては公共事業としても実施されている。

## 補助制度
国、都道府県、市町村により、枝打ちを森林組合に委託する費用の一部を補助する制度などが存在する。

## 枝打ち作業
身長程度の高さであれば、ナタやノコギリにより作業を行う。それ以上の高さでは、「ぶり縄」とよばれる棒と紐を結んだ道具や、枝打ち用梯子、枝打ち用の柄の長い鋸やポールソーなどが用いられる。 ノコギリを回転させながら機械が木を昇降する「自動枝打ち機」も開発されたが、重量が大きく、斜面での運搬が困難であることから、一般的に普及するまでには至っていない。